# Chromis atripes
Chromis atripes és una espècie de peix de la família dels pomacèntrids i de l'ordre dels perciformes.

## Morfologia
Els mascles poden assolir els 9 cm de longitud total.

## Distribució geogràfica
Es troba des de l'Illa Christmas i el nord-oest d'Austràlia fins a Kiribati i sud del Japó. També a Tonga.